# Rex Stewart

Rex Stewart mit dem Duke Ellington Orchester (1943)

Rex William Stewart, Jr. (* 22. Februar 1907 in Philadelphia, Pennsylvania, USA; † 7. September 1967 in Los Angeles, Kalifornien) war ein US-amerikanischer Jazzkornettist.

## Leben und Wirken
Stewart spielte zunächst Klavier und Violine. Er arbeitete in den Kabaretts von Harlem, bevor er ab 1924 bei Elmer Snowden tätig war. Ab 1926 spielte er als Nachfolger von Louis Armstrong im Orchester von Fletcher Henderson, wo er bis 1932 als Star-Solist der Band blieb; daneben nahm er mit McKinney’s Cotton Pickers auf. 1933 gründete Stewart eine eigene Band; von 1934 bis 1944 gehörte er zum Orchester von Duke Ellington, veröffentlichte Platten unter eigenem Namen (The Duke’s Men), spielte daneben 1938 in der Studioband des „Jazzbarons“ Timme Rosenkrantz und 1939 in Paris auch mit Django Reinhardt. Ab Mitte der 1940er Jahre hatte er wieder eigene Bands; Ende der 1940er Jahre war er mehrmals in Europa (z. B. Auftritte in Paris, Basel, Berlin) und sogar in Australien (Melbourne) und nahm erneut mit Reinhardt auf (Blue Star Session). Ab 1951 zog er sich zurück, betrieb eine eigene Farm und war Disc Jockey und Programmgestalter beim Radio. Seit 1957 spielte er wieder in Reunion-Orchestern ehemaliger Musiker der Fletcher Henderson Band, bevor er bei Eddie Condon tätig wurde. In den 1960er Jahren schrieb er auch Jazzkritiken für die Zeitschriften Down Beat und Playboy, trat mit Benny Carter auf dem Monterey Jazz Festival auf, aber auch mit Gil Fuller. 1965 und 1966 tourte er in der Schweiz und in England. Auch verfasste er eine Autobiographie, Boy meets Horn, die postum veröffentlicht wurde.
Stewart fasste vermittels seines technischen Könnens (er gilt als Erfinder der „half valve“-Technik) die Einflüsse der großen Jazztrompeter Louis Armstrong, Bix Beiderbecke und Bubber Miley in seinem Stil zusammen.

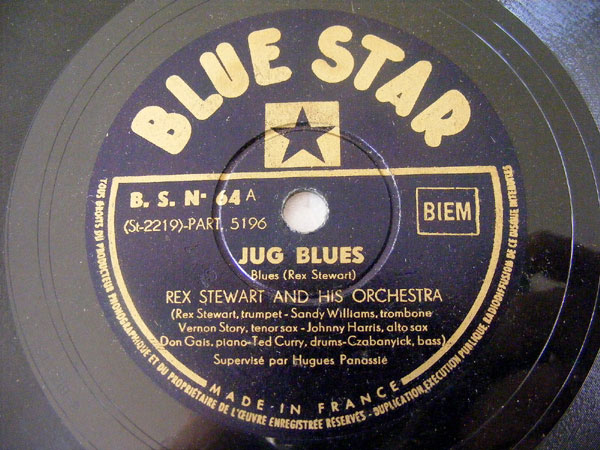
In Frankreich bei Blue Star entstandene 78er von Rex Stewart & His Orchestra: „Jug Blues“

## Diskografische Hinweise
- Duke Ellington at Fargo, 1940 Live
- An Introduction to Rex Stewart: His Best Recordings, 1926-1941 (Best of Jazz) mit Benny Morton, Don Redman, Coleman Hawkins, Fletcher Henderson, Billy Taylor, Cuba Austin, Kaiser Marshall
- Rex Stewart 1934-46 (Classics) mit Lawrence Brown, Tab Smith, Harry Carney, Ram Ramirez, Dave Tough
- Rex Stewart and the ellingtonians (OJC, 1940–46) mit Barney Bigard, Billy Kyle, Wellman Braud, John Levy, Cozy Cole
- Rex Stewart 1946-47 (Classics) mit Lawrence Brown, Al Sears, Harry Carney, Eddie Heywood, Joya Sherrill
- Rex Stewart 1947-1948 (Classics) mit Sandy Williams, Hubert Rostaing, Django Reinhardt, Lucien Simoën
- Trumpet Jive! (Prestige, 1945–60) mit Tyree Glenn, Earl Bostic, Junior Raglin, J. C. Heard
- Rex Stewart/John Dengler All Stars: The Irrepressible Rex Stewart (Jazzology, 1951)
- Chatter Jazz (RCA, 1959) mit Dickie Wells, John Bunch, Leonard Gaskin
- Rex Stewart meets Henri Chaix & Montreux 1971 (Sackville, 19166/71) 1966 in Baden (Schweiz)

## Schriften
- Rex Stewart: Jazz Masters of the 30s. Da Capo 1972 (Geschichte des Jazz in den 1930er Jahren)
- Rex Stewart: Boy Meets Horn (Hrsg. von  Clare P. Gordon). Ann Arbor: University of Michigan Press 1991